# Борковски, Деннис
Деннис Борковски (нем. Dennis Borkowski; род. 26 января 2002, Риза, Мейсен) — немецкий футболист, нападающий клуба «Ингольштадт 04».

## Клубная карьера
Борковски — воспитанник клуба «РБ Лейпциг». 27 июня 2020 года в матче против «Аугсбурга» он дебютировал в Бундеслиге.